# Colombe-lès-Vesoul
Colombe-lès-Vesoul és un municipi francès situat al departament de l'Alt Saona i a la regió de Borgonya - Franc Comtat. L'any 2007 tenia 496 habitants.

## Demografia

### Població
El 2007 la població de fet de Colombe-lès-Vesoul era de 496 persones. Hi havia 184 famílies, de les quals 40 eren unipersonals (12 homes vivint sols i 28 dones vivint soles), 56 parelles sense fills, 72 parelles amb fills i 16 famílies monoparentals amb fills.
La població ha evolucionat segons el següent gràfic:
Habitants censats

### Habitatges
El 2007 hi havia 210 habitatges, 191 eren l'habitatge principal de la família, 10 eren segones residències i 10 estaven desocupats. 198 eren cases i 12 eren apartaments. Dels 191 habitatges principals, 169 estaven ocupats pels seus propietaris i 22 estaven llogats i ocupats pels llogaters; 5 tenien dues cambres, 10 en tenien tres, 37 en tenien quatre i 139 en tenien cinc o més. 165 habitatges disposaven pel capbaix d'una plaça de pàrquing. A 65 habitatges hi havia un automòbil i a 115 n'hi havia dos o més.

### Piràmide de població
La piràmide de població per edats i sexe el 2009 era:
| Homes | Edats   | Dones |
| ----- | ------- | ----- |
| 0     | 95 o +  | 0     |
| 0     | 90 a 94 | 0     |
| 0     | 85 a 89 | 0     |
| 8     | 80 a 84 | 0     |
| 0     | 75 a 79 | 4     |
| 20    | 70 a 74 | 16    |
| 4     | 65 a 69 | 8     |
| 8     | 60 a 64 | 4     |
| 8     | 55 a 59 | 4     |
| 12    | 50 a 54 | 16    |
| 40    | 45 a 49 | 24    |
| 12    | 40 a 44 | 28    |
| 16    | 35 a 39 | 8     |
| 4     | 30 a 34 | 12    |
| 0     | 25 a 29 | 8     |
| 16    | 20 a 24 | 16    |
| 36    | 15 a 19 | 28    |
| 16    | 10 a 14 | 12    |
| 12    | 5 a 9   | 8     |
| 0     | 0 a 4   | 20    |

## Economia
El 2007 la població en edat de treballar era de 348 persones, 256 eren actives i 92 eren inactives. De les 256 persones actives 235 estaven ocupades (116 homes i 119 dones) i 21 estaven aturades (13 homes i 8 dones). De les 92 persones inactives 26 estaven jubilades, 51 estaven estudiant i 15 estaven classificades com a «altres inactius».

### Ingressos
El 2009 a Colombe-lès-Vesoul hi havia 191 unitats fiscals que integraven 512 persones, la mediana anual d'ingressos fiscals per persona era de 20.185,5 €.

### Activitats econòmiques
Dels 10 establiments que hi havia el 2007, 1 era d'una empresa alimentària, 2 d'empreses de construcció, 1 d'una empresa de comerç i reparació d'automòbils, 1 d'una empresa de transport, 1 d'una empresa d'hostatgeria i restauració, 3 d'empreses immobiliàries i 1 d'una entitat de l'administració pública.
Dels 2 establiments de servei als particulars que hi havia el 2009, 1 era un restaurant i 1 agència immobiliària.
L'únic establiment comercial que hi havia el 2009 era una fleca.
L'any 2000 a Colombe-lès-Vesoul hi havia 8 explotacions agrícoles que ocupaven un total de 300 hectàrees.

## Equipaments sanitaris i escolars
El 2009 hi havia una escola elemental integrada dins d'un grup escolar amb les comunes properes formant una escola dispersa.

## Poblacions més properes
El següent diagrama mostra les poblacions més properes.